# Vinkel (journalistik)
Vinkel innebär inom journalistiken den utgångspunkt som en reporter eller redaktion har i till exempel en artikel eller ett reportage.:s.21 Den fungerar som en konkret öppning eller en ”krok” som en nyhet eller ett reportage kan hängas upp på.:s.94
Att välja vinkel är att avgöra vilken aspekt av en fråga eller en händelse som ska lyftas upp som huvudtema i reportaget, och renodla genom att välja ut vilka korrekta och relevanta uppgifter som krävs för att göra verkligheten begriplig.:s.46
Valet av vinkel bygger på en journalistisk bedömning. Alla aspekter och perspektiv av en fråga kan inte beskrivas i en och samma artikel. Journalisten och/eller redaktionen utgår därför från sin tänkta målgrupp, ämnet, nyhetsvärdet, geografisk eller kulturell närhet och andra aspekter som är unika för mediet och dess publik. Även de journalistiska idealen om objektivitet, i form av saklighet, sanning, relevans och opartiskhet i form av balans och neutral presentation, påverkar hur journalister väljer att presentera information. Därför kan olika medier använda olika vinklar, till exempel lokalt eller som uppföljning, trots att de beskriver samma ämne, händelse eller skeende.:74:s.22
En annan betydelse av vinkel, som förekommer inte minst i kritik av media, är att journalister påstås vinkla berättelser så att vissa åsikter eller intressen medvetet gynnas. Enligt journalistiska ideal bör dock valet av vinkel inte grundas i ett ställningstagande.:s.80